# ماله‌گوان
شهر ماله‌گوان (به انگلیسی: Malegaon) با جمعیت ۴۶۱٫۲۹۲ نفر در ایالت مهاراشترا در کشور هند واقع شده‌است.